# Heteronyx fervidus
Heteronyx fervidus är en skalbaggsart som beskrevs av Blackburn 1892. Heteronyx fervidus ingår i släktet Heteronyx och familjen Melolonthidae. Inga underarter finns listade i Catalogue of Life.